# Hybanthus enneaspermus
Hybanthus enneaspermus là một loài thực vật có hoa trong họ Hoa tím. Loài này được (L.) F.Muell. mô tả khoa học đầu tiên năm 1876.

## Hình ảnh

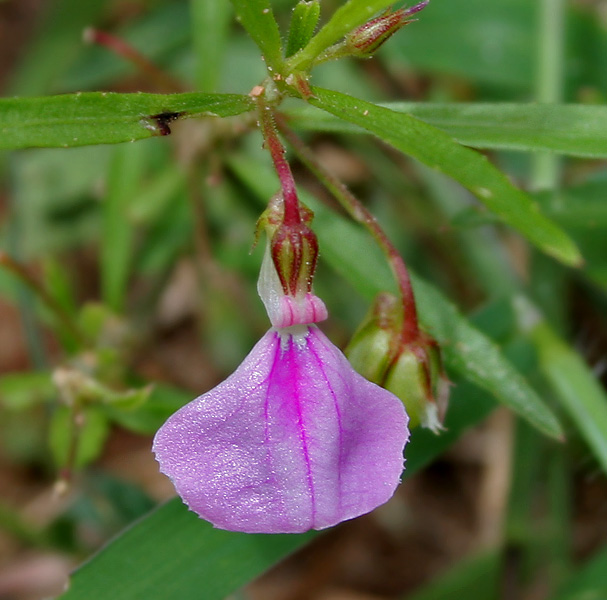
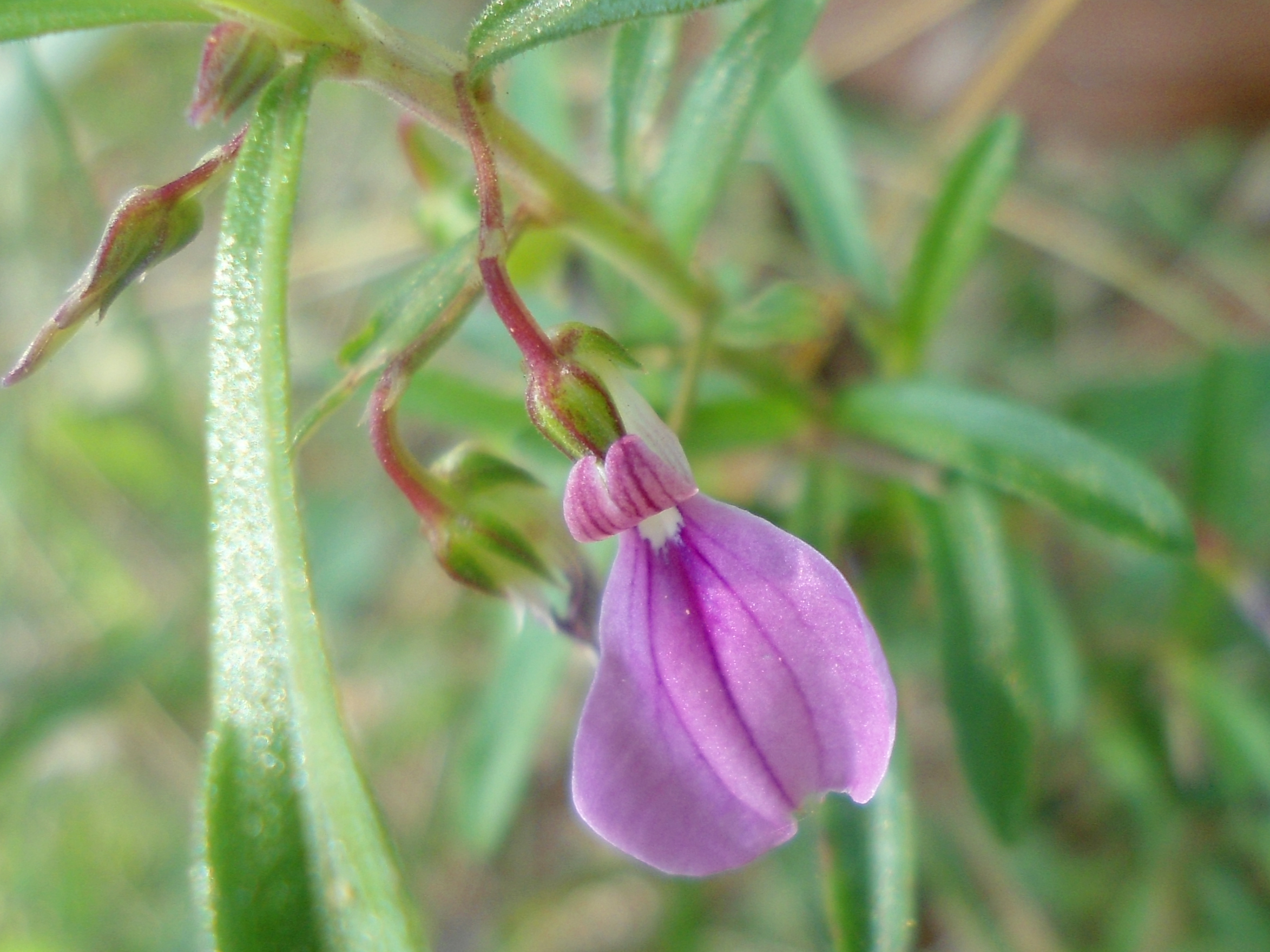
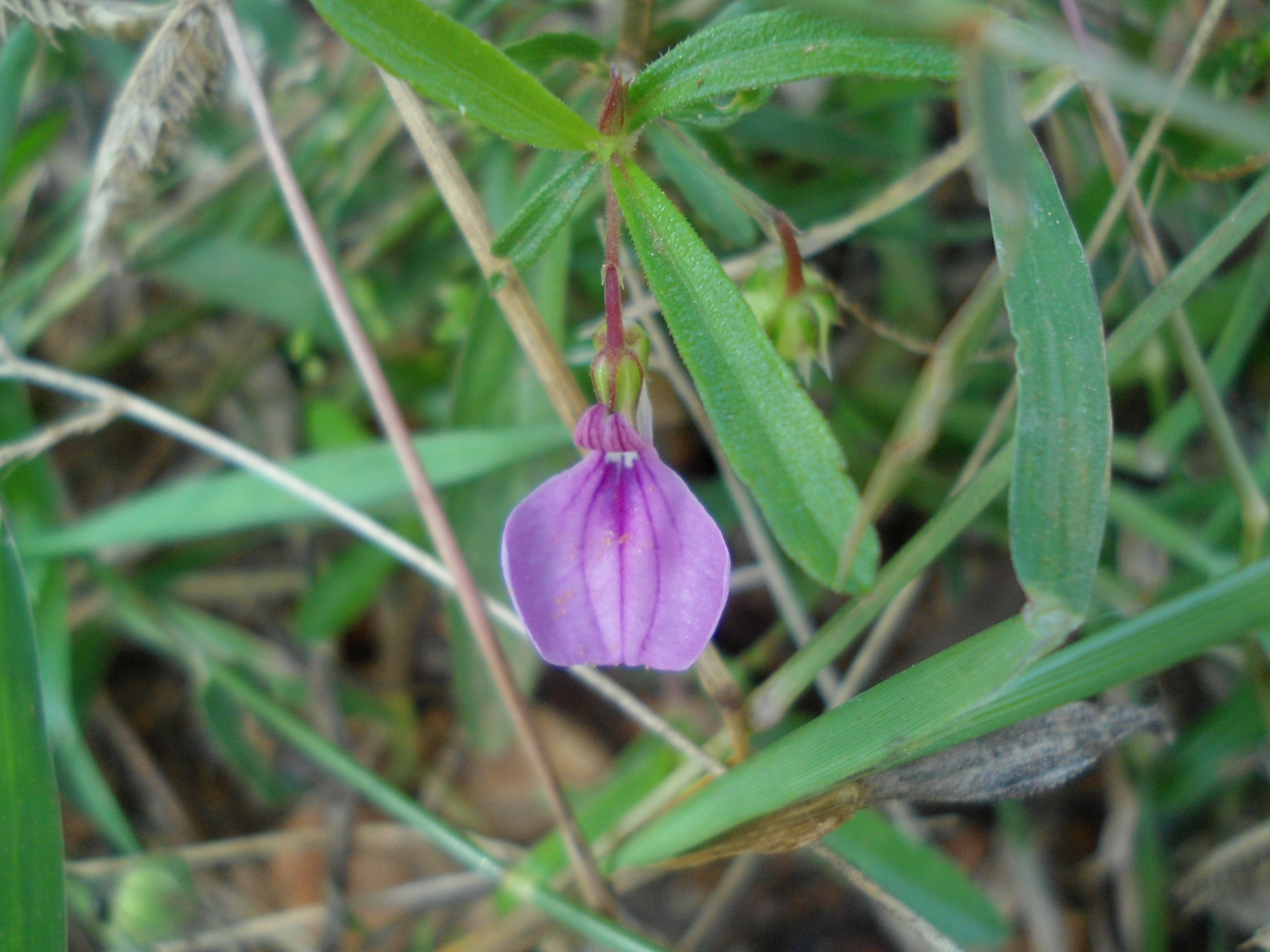
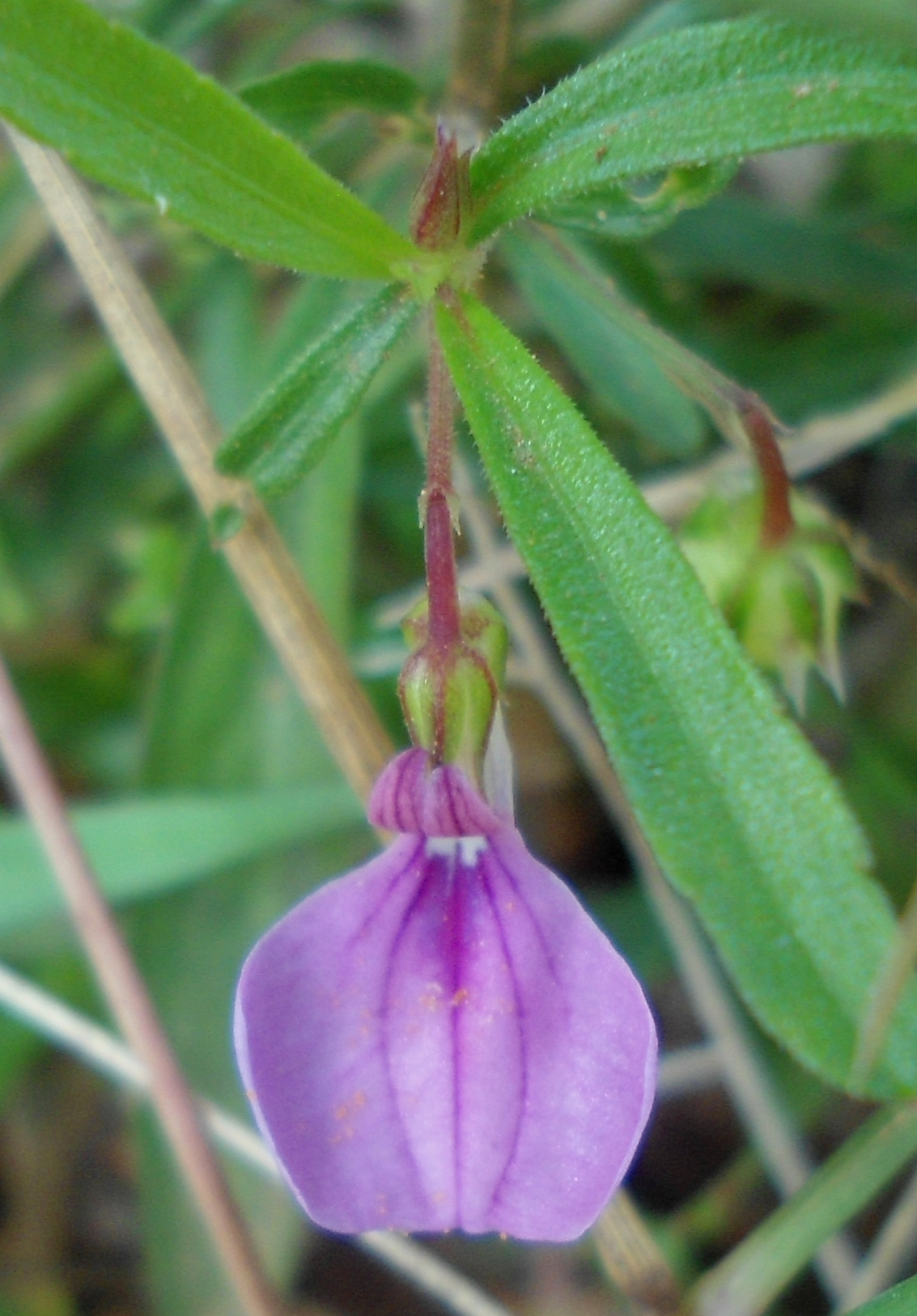